# Xholani Talabe
Xholani Talabe (25 de septiembre de 1997) es un deportista de Botsuana que compite en atletismo. Ganó una medalla de plata en el Campeonato Mundial de Atletismo Sub-20 de 2016, en la prueba de 4 × 400 m.